# 29歳からの恋とセックス
『29歳からの恋とセックス』（29さいからのこいとセックス、Lola Versus）は、2012年にアメリカ合衆国で制作されたロマンティック・コメディ映画。日本では劇場公開されずビデオスルーとなった。

## ストーリー
30手前の作家志望の大学院生ローラは、長年付き合っていたルークとの結婚を控え、幸せの絶頂にいた。しかし、突然ルークが婚約解消を言い渡してくる。これに強いショックを受ける彼女だったが、そんな彼女を見かねた周囲の支えもあって、新しい出会いを探すことにする。だが、なかなかそれも上手くいかず、焦る彼女の前に、再びルークが現れ、なんとよりを戻してほしいと訴えてくる。ところが、彼には他にも女がいることがわかり、いよいよローラは追い詰められていく。

## キャスト
- ローラ - グレタ・ガーウィグ（日本語吹替：小松由佳）： 作家志望の大学院生。
- ルーク - ジョエル・キナマン（日本語吹替：中尾一貴）： ローラの婚約者。
- アリス - ゾーイ・リスター＝ジョーンズ（英語版）（日本語吹替：安永亜季）： ローラの同性の親友。女優。
- レニー - ビル・プルマン（日本語吹替：堀内賢雄）： ローラの父親。
- ロビン - デブラ・ウィンガー（日本語吹替：野沢由香里）： ローラの母親。レストラン経営。
- ヘンリー - ハミッシュ・リンクレイター（英語版）（日本語吹替：板倉光隆）： ローラの異性の親友。バンドのボーカル。

その他日本語吹替
下山吉光、品田美穂、宮内敦士、中西としはる、山本兼平、後藤光祐、高橋里枝、町田政則